# Горобейничок південний
Горобейничок південний (Neatostema apulum) — вид квіткових рослин родини шорстколистих (Boraginaceae).

## Біоморфологічна характеристика
Це однорічна рослина (3)6–25(30) см заввишки, щетиниста. Стебло просте чи гіллясте, біля основи частіше з розеткою прикореневих листків, які до цвітіння відмирають. Стеблові листки довгасто-лінійні або ланцетні. Квітки у густих завитках. Чашечка ≈ 4 мм завдовжки. Віночок жовтий, рідше жовто-зелений, 7–8 мм довжиною, його трубка всередині волосиста. Горішки близько 4–5 мм заввишки, дрібно-бугорчасті, блискучі, світло-темно-коричневі або жовтуваті, нерівномірно вкраплені чорними плямами. 2n = 28.

## Поширення
Північна Африка, Південна Європа, Західна Азія.
В Україні вид зростає на сухих кам'янистих схилах — зрідка на ПБК від смт Симеїзу до м. Алушти.